# Matty Reed
Matthew ("Matty") Reed (Palmerston North, 8 november 1975) is een Amerikaanse aquatleet en triatleet.
In zijn jeugd deed hij aan basketbal, rugby en cricket. Tot 2004 deed hij voornamelijk triatlons in Nieuw-Zeeland. Hierna kwam hij uit bij Amerikaanse wedstrijden. In 2008 won hij de Amerikaanse olympicsche selectiewedstrijden en plaatste zich hiermee voor de Olympische Spelen van 2008 in Peking.
Zijn grootste prestatie behaalde hij op 28 oktober 2000 door in Cancún het wereldkampioenschap aquatlon te winnen. Hij nam in 2007 de Amerikaanse nationaal aan.
Reed is getrouwd met Amerikaanse triatlete Kelly Rees heeft twee kinderen. Hij is de broer van olympisch triatleet Shane Reed (OS 2008).

## Titels
- Wereldkampioen aquatlon - 2000
- Amerikaans kampioen triatlon - 2004, 2008

## Palmares

### aquatlon
- 2000:  WK in Cancún

### triatlon
- 1999: 40e WK olympische afstand in Montreal - 1:48.19
- 2000:  ITU wereldbekerwedstrijd in Cancún
- 2000:  ITU wereldbekerwedstrijd in Madeira
- 2000: 24e WK olympische afstand in Perth - 1:53.16
- 2001:  ITU wereldbekerwedstrijd in Gamagori
- 2001: 44e WK olympische afstand in Edmonton - 1:52.51
- 2002: 10e WK olympische afstand in Cancún - 1:52.30
- 2003: 25e WK olympische afstand in Queenstown - 1:57.51
- 2004:  Escape from Alcatraz
- 2005: 12e ITU wereldbekerwedstrijd in New Plymouth
- 2005:  ITU wereldbekerwedstrijd in Edmonton
- 2005: 6e ITU wereldbekerwedstrijd in Ishigaki (stad)
- 2005:  ITU wereldbekerwedstrijd in Mazatlan
- 2005: 5e ITU wereldbekerwedstrijd in Honolulu
- 2005: 11e Escape from Alcatraz
- 2005: DNF WK olympische afstand in Gamagōri
- 2006:  Escape from Alcatraz
- 2006: 5e ITU wereldbekerwedstrijd in Ishigaki (stad)
- 2007:  ITU wereldbekerwedstrijd in Vancouver
- 2007: 7e ITU wereldbekerwedstrijd in Edmonton
- 2007: 9e ITU wereldbekerwedstrijd in Elait
- 2007: 14e WK olympische afstand in Hamburg - 1:44.55
- 2007: 4e Escape from Alcatraz
- 2008:  St. Anthony’s Triathlon
- 2008:  Boulder Peak
- 2008: 4e Escape from Alcatraz
- 2008:  Triatlon van Londen
- 2008:  ITU wereldbekerwedstrijd in Richards Bay
- 2008: 10e ITU wereldbekerwedstrijd in Madrid
- 2008: 5e WK olympische afstand in Vancouver - 1:50.27
- 2008: 32e OS in Peking - 1:53.30,44
- 2009: 35e ITU wereldbekerwedstrijd in Tongyeong - 1:53.15
- 2009: 37e ITU wereldbekerwedstrijd in Londen - 1:44.48
- 2009: 43e ITU wereldbekerwedstrijd in Gold Coast - 1:48.50
- 2009:  Pan-Amerikaanse kampioenschappen
- 2009:  WK ironman 70.3 in Clearwater